# کراواره (ناحیه تشسکا لیپا)
کراواره (به چکی: Kravaře) یک منطقهٔ مسکونی در جمهوری چک است که در ناحیه تشسکا لیپا واقع شده‌است.